# Huberator
Huberator of Zeebrugge Hub, afgekort ZEE is een virtuele markt voor aardgas. Ze verbindt de markten voor aardgas van Groot-Brittannië en Noorwegen met die van het Europese vasteland en vormt zo de belangrijkste markt voor aardgas van Europa.
Zeebrugge Hub is in 1999 opgericht als dochteronderneming van Distrigas nadat in 1998 de Interconnector UK pijpleiding tussen Zeebrugge en het National Balancing Point (NBP) van Groot-Brittannië was opengegaan en met als doel om aardgas uit de Britse gasvelden in de Noordzee te verhandelen voor verdeling. Zeebrugge Hub ligt met de Zeepipe Terminal pijpleiding verbonden met de Noorse gasvelden Troll en Sleipner. Bovendien verhandelt Huberator de capaciteit van de LNG-terminal van Zeebrugge. In 2001 ging Huberator over naar Fluxys.
De handel tussen de meer dan 80 leden van ZEE gebeurt bilateraal (over-the-counter, OTC), waarbij Zeebrugge Hub niet als partij optreedt. De partners kunnen eigen voorwaarden overeenkomen, of zich richten naar het raamcontract Zeebrugge Hub Natural Gas Trading Terms and Conditions (ZBT 2012) of de ZBT 2004 Appendix, een aanhangsel van het raamcontract voor aardgas van de European Federation of Energy Traders.
In 2004 opende Amsterdam Power Exchange (APX Group) samen met European Energy Derivatives Exchange (ENDEX) een beurs met clearing waarop het aardgas dat Zeebrugge passeert kan verhandeld worden.
Op 7 december 2015 nam Fluxys Belgium alle handelsactiviteiten en activa en passiva over van Huberator. Vanaf 1 januari 2016 behoren die activiteiten tot het Belgische gereguleerde kader als onderdeel van de vervoersactiviteiten. Met de overname breidt Fluxys Belgium zijn dienstenaanbod uit met het verhandelen van aardgas. De overnamesom was € 52,8 miljoen.